# Kisanola
Le kisanola est une danse congolaise imitant le geste de se peigner les cheveux en tenant un miroir. Le terme kisanola signifie « peigne » en lingala de Kinshasa.